# BMG Poland
BMG Poland Sp. z o.o. — колишня польська дочірня компанія BMG.

## Історія
BMG Poland заснована в 1993 у Варшаві. У 1996 році BMG Poland придбала незалежний лейбл Zic Zac, що належав музиканту Мареку Коскікевичу з De Mono. На той час Zic Zac мав 10% частки на польському музичному ринку з такими артистами у своєму складі, як Kayah, Уршула Каспрзак, Анджей Пясечний, Formacja Nieżywych Schabuff, Elektryczne Gitary та Varius Manx серед інших. Коскікевич став генеральним директором BMG Poland, а Zic Zac був реформований у дочірню компанію лейблу. У 2001 році лейбл відкрив дочірню компанію Sissy Records з такими артистами, як Анджей Смолік, Cool Kids of Death, Futro, Яцек Лахович, Ленні Валентіно, Novika, Old Time Radio та Ścianka в каталозі.
Серед найпопулярніших артистів BMG Poland були, серед інших, Liroy і Varius Manx, кілька альбомів яких отримали золотий і платиновий статус у Польщі.
У 2004 році BMG Poland об'єдналася з Sony Music Entertainment Poland у Sony BMG Music Entertainment Poland в рамках угоди про спільне підприємство між Sony Music Entertainment і Bertelsmann Music Group.